# Broteochactas silves
Broteochactas silves – gatunek skorpiona z rodziny Chactidae.
Gatunek i rodzaj opisane zostały w 2014 roku przez Wilsona R. Lourenço na podstawie 9 samców.
Skorpion o ciele długości od 24 do 26 mm. Ubarwienie ma głównie rudożółte do rudobrązowego z żółtawym spodem i odnóżami. Granulowanie na ciele i odnóżach słabo zaznaczone. Na błyszczącym karapaksie występują punkty i płytkie bruzdy, brak natomiast żeberek. Pięciokątne sternum jest szersze niż dłuższe. Grzebienie mają 7 do 8 zębów. Żeberka na zaodwłoku są słabo lub umiarkowanie wykształcone. Na brzusznej stronie piątego segmentu zaodwłoka występuje kilka kolcopodobnych granulek. Po 6 rzędów granulek występuje na uzębionych krawędziach ruchomych i nieruchomych palców nogogłaszczków.
Skorpion neotropikalny, znany tylko z brazylijskiego stanu Amazonas.